# Paul Tastesen
Paul Tastesen (* 5. März 1899 in Hamburg; † 10. Oktober 1974 ebenda) war ein deutscher Politiker der KPD und Mitglied der Hamburgischen Bürgerschaft.

## Leben

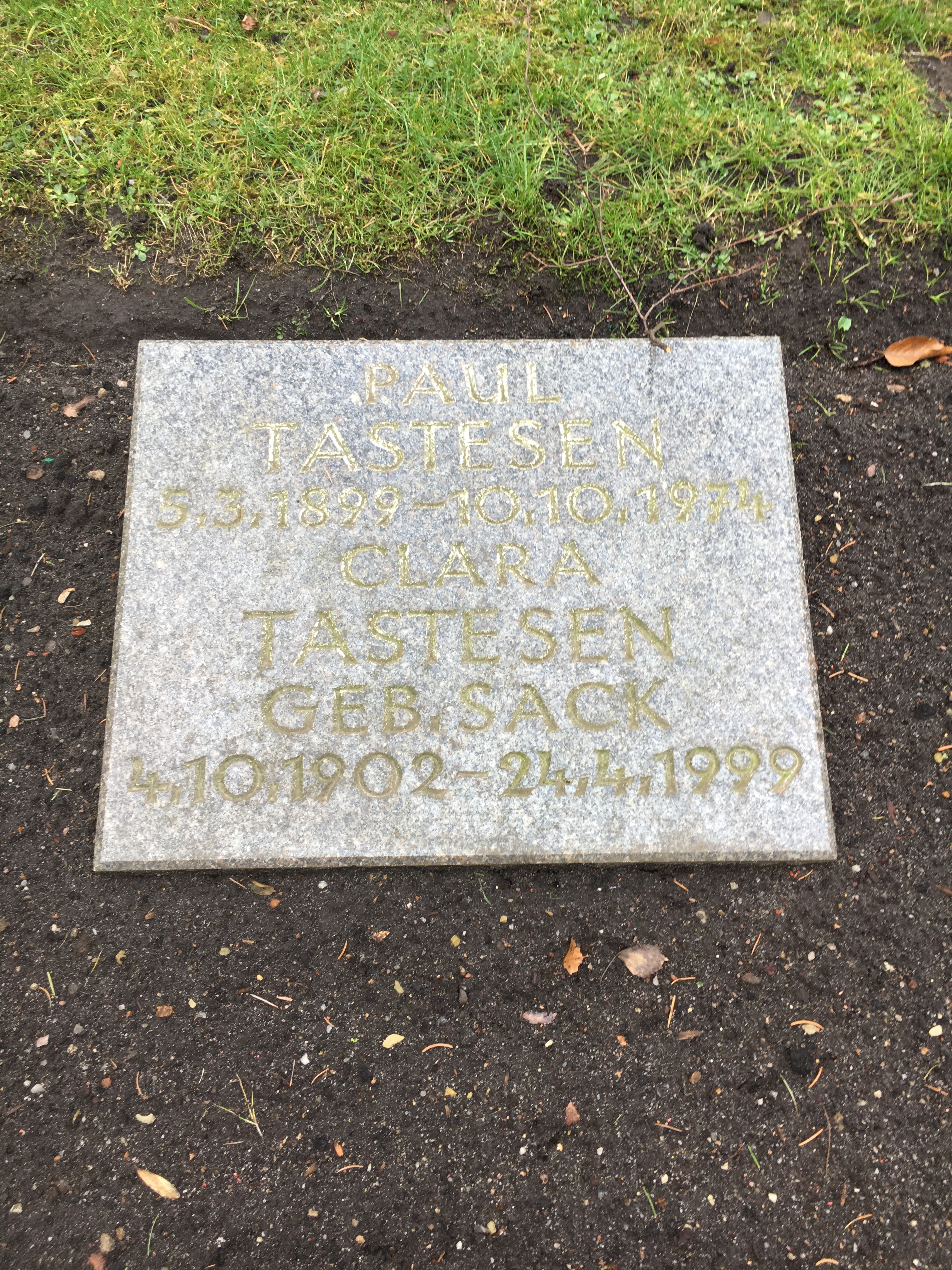
Grabstätte auf dem Friedhof Ohlsdorf

Paul Tastesen erlernte den Beruf des Feinmechanikers und organisierte sich 1913 in der Arbeiterjugend. Er war von 1917 bis 1919 als Soldat im Ersten Weltkrieg. Nach dem Krieg arbeitete er bis 1924 als Marmorschleifer und in den Jahren 1925/26 als Gürtler.
Direkt nach dem Krieg wurde er 1919 Mitglied der USPD und wechselte Ende 1920 zur KPD. Er saß 1927 sieben Monate in Untersuchungshaft wegen angeblicher militärpolitischer Tätigkeit. Ab der Mitte des Jahres 1927 war er als hauptamtlicher Sekretär des RFB beschäftigt. Im gleichen Jahr zog er als Abgeordneter in die Hamburgische Bürgerschaft ein und behielt dort sein Mandat bis 1931. Seit 1930 war er zudem Mitarbeiter im Antimilitaristischen Apparat (Deckbezeichnung für den Nachrichtendienst der KPD). Dort besuchte er zudem unter dem Decknamen Friedrich einen Lehrgang an der M-Schule der Kommunistischen Internationale.
Während der NS-Diktatur wurde er 1933 im Rahmen der ersten politischen Verhaftungen für einige Zeit in das Hamburger KZ Fuhlsbüttel gebracht. 1936 sagte er im Prozess gegen Etkar André als Entlastungszeuge aus und wurde sofort nach dem Prozess wieder verhaftet. Er wurde 1938 vom Hanseatischen Oberlandesgericht verurteilt und saß für längere Zeit im KZ (Verfahren gegen Anton Saefkow und andere Angeklagte).
Direkt nach Ende des Zweiten Weltkrieges wurde Tastesen wieder Mitglied der KPD und gehörte zu deren Hamburger Leitung. Er war einer der Befürworter zur Bildung einer gemeinsamen Sozialistischen Partei in Hamburg und gehörte zu den Unterzeichnern eines Briefes an die Militär-Regierung zur Gründung der Sozialistischen Freien Gewerkschaft. Er gehörte 1946 als Abgeordneter der Ernannten Hamburgischen Bürgerschaft an. Seit Gründung der DKP 1968 fungierte er als Mitglied und Funktionär. Zudem war er in den 1960er Jahren Mitbegründer und Vorsitzender des Kuratoriums der Ernst-Thälmann-Gedenkstätte in Hamburg.
Paul Tastesen wurde im Ehrenfeld der Geschwister-Scholl-Stiftung auf dem Friedhof Ohlsdorf beigesetzt.